# Сан Панкрацио (Варезе)
Сан Панкрацио је насеље у Италији у округу Варезе, региону Ломбардија.
Према процени из 2011. у насељу је живело 409 становника. Насеље се налази на надморској висини од 316 м.